# Rio dos Padres
Der Rio dos Padres ist zusammen mit seinem Oberlauf Rio Central ein etwa 104 km langer linker Nebenfluss des Rio Piquiri im Inneren des brasilianischen Bundesstaats Paraná.

## Etymologie und Geschichte
Der Name wurde entsprechend dem Ortsnamen des Munizips Jesuitas an seinem Ufer zu Ehren der spanischen Jesuitenpriester gewählt, die ab Ende des 16. Jahrhunderts auf dem Gebiet des heutigen Paraná die Missionierung von mehr als hunderttausend Indianern begannen. An diesen Aktionen waren vor allem die Patres Simão Mazzeta, Montoya und Justo Mansilia van Surck beteiligt.

## Geografie

### Lage
Das Einzugsgebiet des Rio dos Padres befindet sich auf dem Terceiro Planalto Paranaense (Dritte oder Guarapuava-Hochebene von Paraná).

### Verlauf
Das Quellgebiet des Rio Central liegt im Munizip Cafelândia auf 597 m Meereshöhe ietwa 3 km südlich der Ortschaft Central Santa Cruz an der PR-180.
Der Fluss verläuft in nördlicher Richtung. Nach etwa 8 km erreicht er die Grenze zum Munizip Nova Aurora und durchfließt dieses zwischen dem Hauptort und dem Distrikt Palmitópolis. Ab der linksseitigen Einmündung des Rio Água Grande westlich des Hauptorts trägt er den Namen Rio dos Padres. Ab hier bildet er für etwa 8 km die Grenze zum Munizip Jesuitas.
Nördlich anschließend wird er zum Grenzfluss von Iracema do Oeste zu Nova Aurora und anschließend zu Formosa do Oeste. Er fließt innerhalb dieses Munizips westlich am Hauptort vorbei und erreicht schließlich den Rio Piquiri. In diesen mündet er von links auf 259 m Höhe. Der Rio dos Padres ist etwa 72 km lang, zusammen mit seinem 32 km langen Oberlauf Rio Central misst er etwa 104 km.

### Munizipien im Einzugsgebiet
Am Rio dos Padres liegen die fünf Munizipien
- Cafelândia
- Nova Aurora
- Jesuitas
- Iracema do Oeste
- Formosa do Oeste.

### Nebenflüsse
links:
- Rio Água Grande

rechts:
- Rio Iguaçuzinho.